# Anthinus
Anthinus é um gênero de caracol terrestre que respira ar, ou seja, um molusco gastrópode pulmonado terrestre da família Strophocheilidae , que inclui espécies que ocorrem no Brasil, Argentina e Uruguai.

## Espécies
Espécies do gênero Anthinus incluem:
- Anthinus albolabiatus (Jaeckel, 1927) [4]
- Anthinus miersii (Sowerby, 1886) [5]
- Anthinus morenus Simone, 2022 [3]
- Anthinus multicolor (Rang, 1831) [6] [3]
- Anthinus savanicus Simone, 2022 [3]
- Anthinus synchondrus Simone, 2022 [3]
- Anthinus turnix (Gould, 1846)[7]
- Anthinus vailanti Simone, 2022 [3]